# Max Fränkel
Pour les articles homonymes, voir Fränkel.
Max Fränkel, né le 11 mars 1846 à Landsberg an der Warthe et mort le 10 juin 1903 à Berlin, est un érudit classique juif allemand, philologue, épigraphe et bibliothécaire.

## Biographie
Son principal domaine d'étude était le grec classique. Sa collection d'inscriptions grecques de Pergame reste une référence. Il est le père de l'archéologue Charlotte Fränkel (1880-1933) et du classiciste Hermann Fränkel (de), qui en 1935 émigre en Amérique.

## Publications
- 1873 : De verbis potioribus, quibus opera statuaria Graeci notabant, Dissertation, Berlin
- 1877 : Die attischen Geschworenengerichte. Ein Beitrag zum attischen Staatsrecht, Berlin
- 1890-1895 : Die Inschriften von Pergamon, avec Mitwirkung von Ernst Fabricius et Carl Schuchhardt, 2 volumes, Berlin (Lire en ligne)
- 1897 : Epigraphisches aus Aegina, Berlin
- 1902 : Inscriptiones Graecae, IV. Inscriptiones Aeginae, Pityonesi, Cecryphaliae, Argolidis, Berlin